# Ernst Christian Julius Schering
Ernst Christian Julius Schering (alemany: Ernst Schering)  (Bleckede, 13 de juliol de 1833 - Göttingen, 2 de novembre de 1897) va ser un matemàtic alemany conegut per haver estat l'editor principal de les Obres de Gauss.

## Vida i Obra
Schering va fer els seus estudis universitaris a la universitat de Göttingen a partir de 1852, essent deixeble de Gauss, Weber i Dirichlet. Ja no es va bellugar mai més d'aquesta universitat, en la qual va ser professor des de 1858 fins a la seva mort el 1897.
Schering és recordat, sobre tot, per haver estat l'editor dels sis primers volums de les Obres Escollides de Gauss. No solament van ser un model d'edició, sinó que la seva vídua va posar a disposició dels editors posteriors tots els manuscrits que va deixar. Schering també va publicar alguns treballs de matemàtiques i d'astronomia, això com dues rellevants monografies sobre Gauss.